# Марийские Карши
Мари́йские Карши́ (мар. Карше) — деревня в Ачитском городском округе Свердловской области. Управляется Русско-Потамским сельским советом.

## География
Населённый пункт располагается в устье реки Каршинка на правом берегу реки Ут в 10 километрах на северо-восток от посёлка городского типа Ачит.

### Часовой пояс
Марийские Карши, как и вся Свердловская область, находится в часовой зоне МСК+2. Смещение применяемого времени относительно UTC составляет +5:00.

## Население
| 2002 | 2010 | 2021 |
| ---- | ---- | ---- |
| 317  | ↘269 | ↘254 |

## Инфраструктура
Деревня разделена на семь улиц: Заречная, Ленина, Луговая, Мира, Новая, Пионерская, Советская.